# Děčínský tunel
Děčínský tunel je železniční tunel, který se nachází na katastrálním území Děčín II-Nové Město na původní Rakouské severozápadní dráze na železniční trati 073 Ústí nad Labem – Děčín v km 458,165 – 458,560 mezi stanicemi Děčín východ dolní nádraží a Děčín-Prostřední Žleb.

## Historie
Železniční trať byla postavena na pravém břehu řeky Labe v letech 1870 až 1874. Trať, která prochází dvěma tunely, byla postupně zdvoukolejněna a ve 20. století elektrifikována. Tunel byl zprovozněn v roce 1874.

## Popis
Tunel byl proražen v nadmořské výšce 140 metrů pískovcovým masívem Děčínské výšiny pod severozápadním úbočím Stoličné hory. Byl postaven z dvou protisměrných oblouků s krátkou mezipřímkou. V celé délce je vyzděn pískovcovými kvádry a cihlami. Má deset únikových výklenků. V roce 1983 byla provedena sanace ostění tunelu. Délka tunelu je 395,30 metrů a má jednu kolej.